# Wanty-Groupe Gobert/Saison 2018

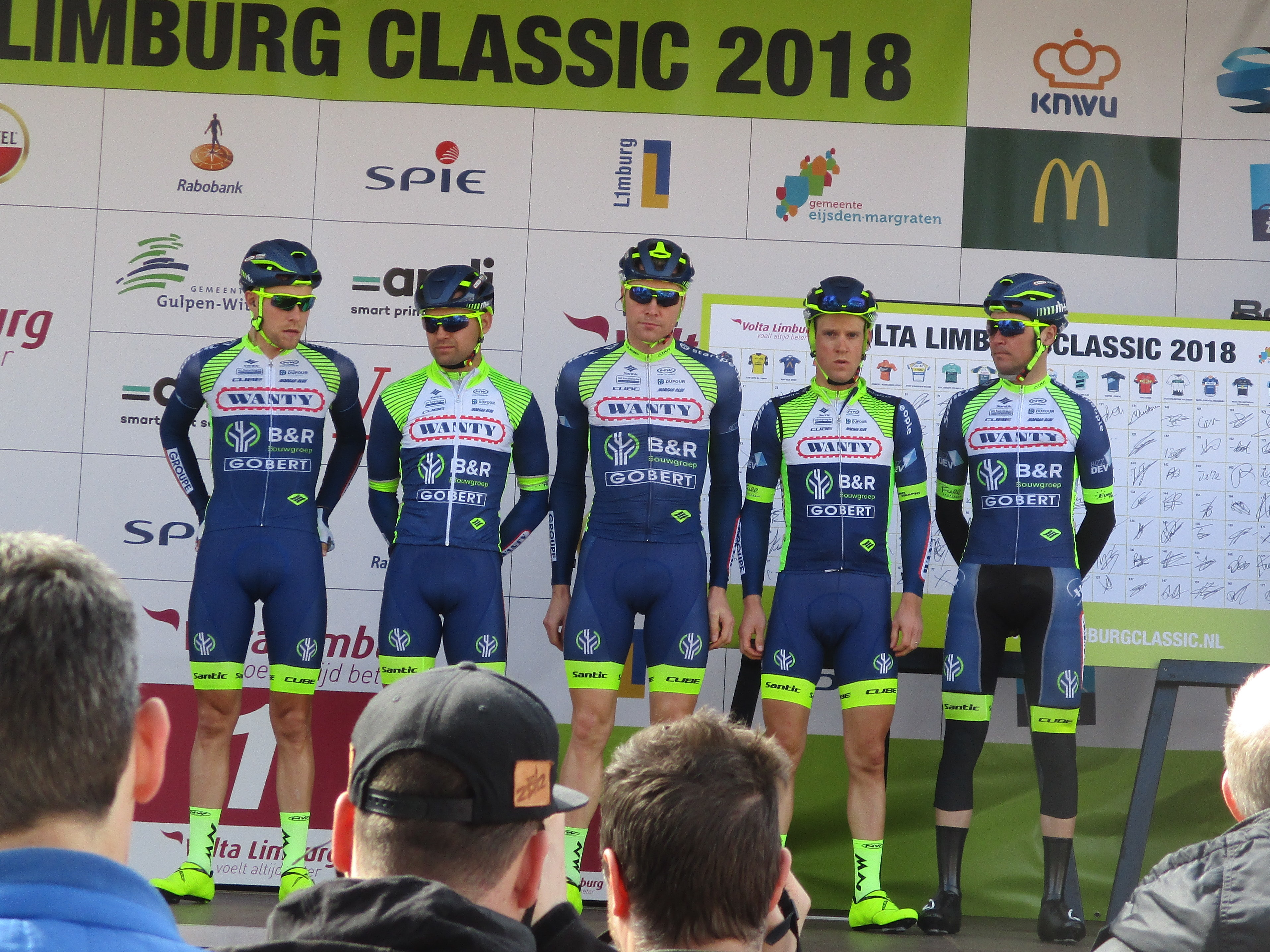
Start der Volta Limburg Classic 2018 in Eijsden

Diese Liste beschreibt die Mannschaft und die Erfolge des Radsportteams Wanty-Groupe Gobert in der Saison 2018.

## Erfolge in der UCI Asia Tour
In den Rennen der UCI Asia Tour Saison 2018 der UCI Asia Tour gelangen die nachstehenden Erfolge.
| Datum          | Rennen                           | Kat. | Sieger       |
| -------------- | -------------------------------- | ---- | ------------ |
| 7.–14. Oktober | Gesamtwertung Tour of Taihu Lake | 2.1  | Boris Vallée |

## Erfolge in der UCI Europe Tour
In den Rennen der UCI Europe Tour Saison 2018 der UCI Europe Tour gelangen die nachstehenden Erfolge.
| Datum             | Rennen                                       | Kat. | Sieger                   |
| ----------------- | -------------------------------------------- | ---- | ------------------------ |
| 5. April          | 3. Etappe Circuit Cycliste Sarthe            | 2.1  | Guillaume Martin         |
| 3.–6. April       | Gesamtwertung Circuit Cycliste Sarthe        | 2.1  | Guillaume Martin         |
| 26. Mai           | Grand Prix de Plumelec-Morbihan              | 1.1  | Andrea Pasqualon         |
| 1. Juni           | 2. Etappe Luxemburg-Rundfahrt                | 2.HC | Andrea Pasqualon         |
| 2. Juni           | 3. Etappe Luxemburg-Rundfahrt                | 2.HC | Andrea Pasqualon         |
| 30. Mai – 3. Juni | Gesamtwertung Luxemburg-Rundfahrt            | 2.HC | Andrea Pasqualon         |
| 27. Juni          | Internationale Wielertrofee Jong Maar Moedig | 1.2  | Jerome Baugnies          |
| 30. Juli          | 3. Etappe Tour de Wallonie                   | 2.HC | Odd Christian Eiking     |
| 21. August        | GP Stad Zottegem                             | 1.1  | Jerome Baugnies          |
| 26. August        | Schaal Sels                                  | 1.1  | Timothy Dupont           |
| 29. August        | Druivenkoers                                 | 1.1  | Xandro Meurisse          |
| 2. September      | Antwerp Port Epic                            | 1.1  | Guillaume Van Keirsbulck |
|                   | Teamwertung UCI Europe Tour 2018             |      |                          |

## Mannschaft
| Teamkader 2018                            | Teamkader 2018    | Teamkader 2018         | Teamkader 2018                                      |
| Name                                      | Geburtsdatum      | Land                   | Vorheriges Team                                     |
| ----------------------------------------- | ----------------- | ---------------------- | --------------------------------------------------- |
| Simone Antonini                           | 12. Februar 1991  | Italien                | Marchiol Emisfero (2014)                            |
| Frederik Backaert                         | 13. März 1990     | Belgien                | EFC-Omega Pharma-Quick Step (2013)                  |
| Jérôme Baugnies                           | 1. April 1987     | Belgien                | To Win-Josan (2013)                                 |
| Bart De Clercq                            | 26. August 1986   | Belgien                | Lotto-Soudal (2017)                                 |
| Thomas Degand                             | 13. Mai 1986      | Belgien                | IAM Cycling (2015)                                  |
| Tom Devriendt                             | 29. Oktober 1991  | Belgien                | Team 3M (2014)                                      |
| Fabien Doubey                             | 21. Oktober 1993  | Frankreich             | Club Cycliste d'Étupes (2016)                       |
| Timothy Dupont                            | 1. November 1987  | Belgien                | Verandas Willems-Crelan (2017)                      |
| Odd Christian Eiking                      | 28. Dezember 1994 | Norwegen               | FDJ (2017)                                          |
| Wesley Kreder                             | 4. November 1990  | Niederlande            | Roompot-Oranje Peloton (2016)                       |
| Guillaume Martin                          | 9. Juni 1993      | Frankreich             | Club Cycliste d'Étupes (2015)                       |
| Mark McNally                              | 20. Juli 1989     | Vereinigtes Königreich | Madison Genesis (2015)                              |
| Xandro Meurisse                           | 31. Januar 1992   | Belgien                | Crelan-Vastgoedservice (2016)                       |
| Marco Minnaard                            | 11. April 1989    | Niederlande            | Rabobank Development (2013)                         |
| Yoann Offredo                             | 12. November 1986 | Frankreich             | FDJ (2016)                                          |
| Andrea Pasqualon                          | 2. Januar 1988    | Italien                | Roth (2016)                                         |
| Dion Smith                                | 3. März 1993      | Neuseeland             | ONE Pro Cycling (2016)                              |
| Boris Vallée                              | 3. Juni 1993      | Belgien                | Fortuneo-Oscaro (2017)                              |
| Guillaume Van Keirsbulck                  | 14. Februar 1991  | Belgien                | Etixx-Quick Step (2016)                             |
| Kévin Van Melsen                          | 1. April 1987     | Belgien                | Bodysol-Euromillions-Pôle Continental Wallon (2008) |
| Pieter Vanspeybrouck                      | 10. Februar 1987  | Belgien                | Topsport Vlaanderen-Baloise (2016)                  |
|                                           |                   |                        |                                                     |
| Quellen: ProCyclingStats Cycling Quotient |                   |                        |                                                     |